# .500 Wyoming Express
.500 Wyoming Express ist eine Kurzwaffenpatrone, die von der Firma „Freedom Arms“, speziell für deren Revolver „M83“ entwickelt wurde. Erkennungsmerkmal der .500 WE ist die Gürtelhülse, deren Verwendung bei Kalibern für Kurzwaffen selten ist. Gründe für die Verwendung einer Gürtelhülse ergaben sich aus baulichen und fertigungstechnischen Überlegungen der Entwickler.

## Bezeichnung
Im deutschen Nationalen Waffenregister (NWR) wird die Patrone unter Katalognummer 2275 unter folgenden Bezeichnungen geführt (gebräuchliche Bezeichnungen in Fettdruck)
- .500 Wyoming Express Belted (Hauptbezeichnung)
- .500 Wyoming Express